# Vincenc Šťastný
Vincenc Šťastný (20. ledna 1885 Bystrc – 26. ledna 1971 Brno-Tuřany) byl moravský hudební skladatel, klavírní virtuos a pedagog.

## Život
Rodina Šťastných patřila mezi nejznámější kantorské rodiny na Moravě. Učitelské povolání se zde dědilo po několik generací. Vincentův otec Vojtěch Šťastný byl nadučitelem v bystrcké jednotřídce, varhaníkem v místním kostele, ale byl také uznávaným ovocnářem a zahradníkem. Měl 13 dětí, které všechny vynikaly hudebním či literárním nadáním, pouze 7 z nich se však dožilo dospělosti, včetně bratra Bohumila.
Vincenc absolvoval učitelský ústav v Brně, kde získal i základy svého hudebního vzdělání. Pokračoval na Varhanické škole Leoše Janáčka v Brně a za jediný rok dokázal absolvovat tři řádné ročníky studia. Jeho učitelem byl sám Leoš Janáček, který mu okamžitě po dokončení tak úspěšného studia nabídl pedagogické místo na své varhanické škole. Vincenc se však rozhodl pro učitelské povolání. V roce 1905 nastoupil jako učitel na škole v Tuřanech a zůstal zde po celý svůj život. Zde se také v roce 1911 oženil s Marií Havelkovou, dcerou místního lékaře. Oba se věnovali tuřanskému folklóru a moravské hudební tradici. Vydali společně sbírku lidových písní z Tuřan.
Byl sbormistrem pěveckých spolků v Tuřanech, se kterými provedl i operu V studni Viléma Blodka, Ogary Jaroslava Křičky a Českou píseň Bedřicha Smetany.
Vedle učitelského povolání nezanedbával ani koncertní činnost. V červenci 1907, s houslistou Rudolfem Hájkem, uvedl premiéru Janáčkovy Romance pro housle a klavír. Stal se jedním z prvních klavíristů brněnského rozhlasu. Spolupracoval s Brněnským kvartetem na výchovných koncertech v Besedním domě v Brně a se svou manželkou pořádal výchovné koncerty pro školy v Brně a okolí. Spolupracoval i s mnoha dalšími umělci, doprovázel např. světoznámého houslistu Vášu Příhodu. Ještě v roce 1969, ve věku 73 let, uspořádal koncert ze skladeb Bedřicha Smetany v Besedním domě v Králově Poli v Brně.
Jeho děti se staly důstojnými pokračovateli rodinné tradice. Vladimír Šťastný (1919–1997) byl tenoristou ostravské operety, hudebním skladatelem a propagátorem japonské hudby. Čestmír (* 1913) se stal klavíristou a rovněž se věnoval skladbě a zajímal se o orientální hudbu. Dcera Bohuslava (1912–1997) byla učitelkou a kromě pedagogické práce se věnovala regionální tuřanské historiografii.

## Dílo
Zkomponoval více než 250 skladeb. Jeho oblíbeným nástrojem byl klavír, ale komponoval i skladby orchestrální, varhanní a napsal i řadu skladeb pro chrámové účely. Věnoval se také harmonizaci lidových písní slovanských národů. Zveřejnil na 1 200 písní z Moravy, Čech, Slovenska, Ruska, Chorvatska, Slovinska i písní Lužických Srbů. Textem národních písní doplnil také Návod k vyučování zpěvu Leoše Janáčka. V rukopise zůstalo obsáhlé dílo o technice klavírní hry.

### Klavírní skladby
- Moravské tance (1932)
- Čtyři suity ruských písní a tanců (1949)
- Sonáta pro klavír (1953)
- Sonatina (1959)
- Preludium a scherzo (1959)
- Preludia pro klavír
- Tři etudy pro klavír
- Tři koncertní polky pro klavír (1953)
- Fantasie f-moll (1959)

### Varhanní skladby
- Variace na staročeský chorál (1951)
- Čtyři skladby (1957)

### Vokální skladby
- Tuřanské písně (ženský sbor, 1921)
- 30 národních písní z Brna a okolí
- Vánoční ukolébavka pro soprán, flétnu a varhany (1950)
- Veliký den (písně na slova Viktora Dyka, 1952)
- Naše národní písně pro tenor a smyčcové kvarteto (1952)
- Vánoční zpěvy (1953)

### Komorní hudba
- Smyčcový kvartet (1951)
- Zastaveníčko pro lesní roh a klavír (1955)
- Selanka pro lesní roh a klavír (1956)
- Malá suita pro klavírní kvarteto (1962)